# UTC+2
UTC+2 er betegnelsen for den tidszone hvor klokken er 2 timer foran UTC. Den bruges som sommertid i Danmark.

## UTC+2 bruges som standard tid (vinter på den nordlige halvkugle)

### Europa
- Bulgarien
- Cypern
- Estland
- Finland (inkl. Åland)
- Grækenland
- Letland
- Litauen
- Moldova
- Nordcypern
- Rumænien
- Ukraine

### Asien
- Israel
- Libanon

## UTC+2 bruges somsommertidpå den nordlige halvkugle
- Albanien
- Andorra
- Belgien
- Bosnien-Hercegovina
- Danmark
- Frankrig
- Gibraltar (hører under Storbritannien)
- Holland
- Italien
- Kroatien
- Liechtenstein
- Luxembourg
- Makedonien
- Malta
- Monaco
- Montenegro
- Norge
- Polen
- Schweiz
- Serbien
- Slovakiet
- Slovenien
- Spanien (med undtagelse af De Kanariske Øer)
- Sverige
- Tjekkiet
- Tyskland
- Ungarn
- Vatikanstaten
- Østrig

## UTC+2 bruges somsommertidpå den sydlige halvkugle
Ingen, men Namibia brugte UTC+2 som sommertid indtil 2017.

## UTC+2 bruges året rundt
|  | EET  | Kaliningrad-tid   | UTC+2  | (MSK–1) |
|  | MSK  | Moskva-tid        | UTC+3  | (MSK±0) |
|  | SAMT | Samara-tid        | UTC+4  | (MSK+1) |
|  | YEKT | Jekaterinburg-tid | UTC+5  | (MSK+2) |
|  | OMST | Omsk-tid          | UTC+6  | (MSK+3) |
|  | KRAT | Krasnojarsk-tid   | UTC+7  | (MSK+4) |
|  | IRKT | Irkutsk-tid       | UTC+8  | (MSK+5) |
|  | YAKT | Jakutsk-tid       | UTC+9  | (MSK+6) |
|  | VLAT | Vladivostok-tid   | UTC+10 | (MSK+7) |
|  | MAGT | Magadan-tid       | UTC+11 | (MSK+8) |
|  | PETT | Kamtjatka-tid     | UTC+12 | (MSK+9) |

### Europa
- Dele af Rusland (Kaliningrad oblast, hvor tidszonen kaldes Kaliningrad tid eller MSK-1 da tidszonen er 1 time efter Moskva tid)

### Asien/Nordafrika
- Egypten
- Libyen

### Afrika
- Botswana
- Burundi
- Den østlige del af Den Demokratiske Republik Congo
- Lesotho
- Malawi
- Mozambique
- Namibia, fra 2017
- Rwanda
- Sudan
- Sydafrika
- Swaziland
- Zambia
- Zimbabwe